# 大崎インターチェンジ (鹿児島県)
大崎インターチェンジ（おおさきインターチェンジ）は、鹿児島県曽於郡大崎町にある東九州自動車道のインターチェンジである。大崎ICを含む清武JCT - 末吉財部ICが新直轄方式に変更されたため、大崎IC自体には料金所は設置されずに該当する区間は無料で供用されている。

## 歴史
- 2017年（平成29年）
  - 8月10日：志布志IC - 大崎IC間に、新たに志布志有明ICの追加設置が許可される[1]。
- 2021年（令和3年）
  - 5月28日 : IC名称が「大崎IC」で正式決定[2]。
  - 7月17日 : 志布志IC - 鹿屋串良JCT間開通に伴い、供用開始[2]。

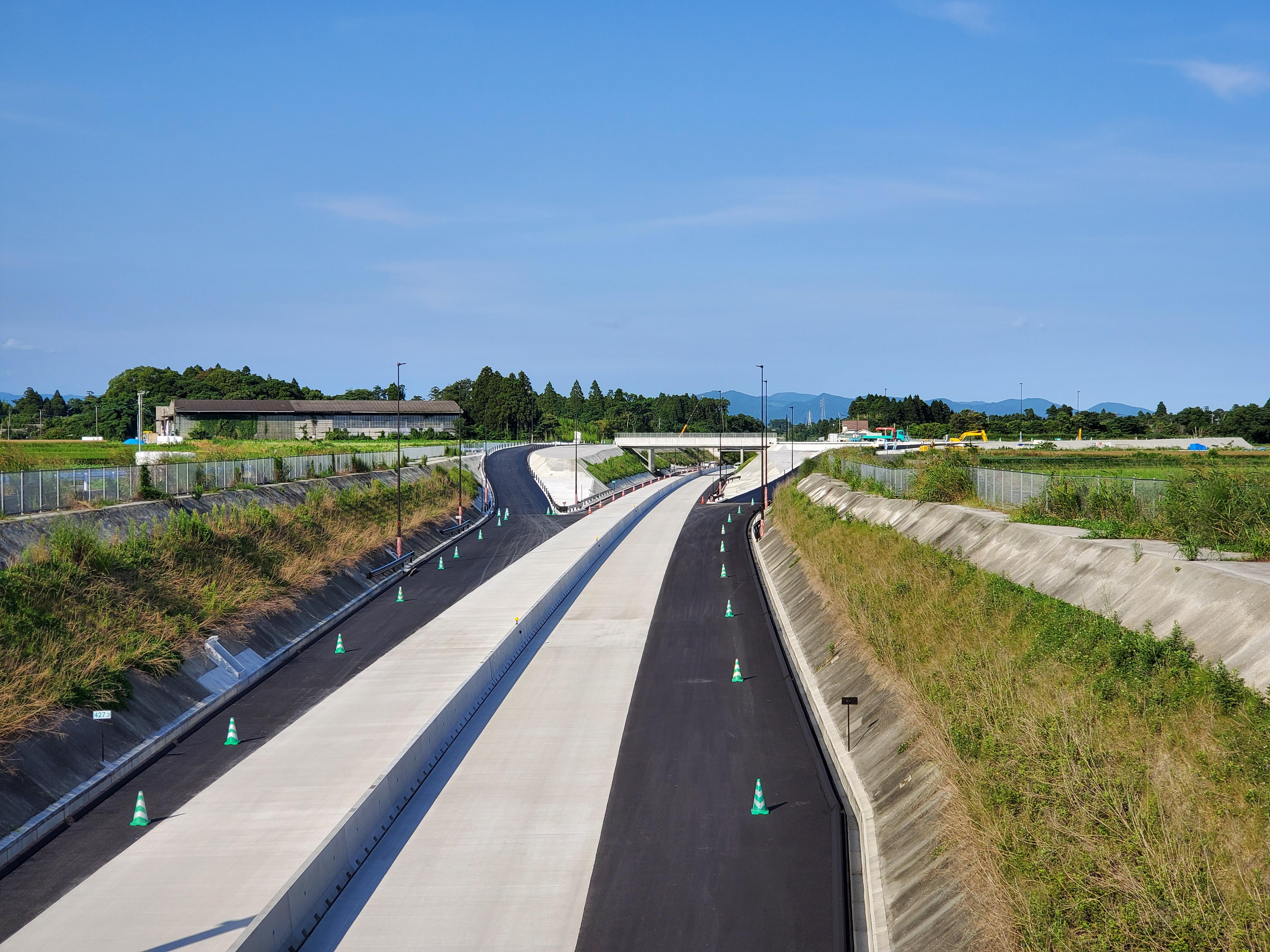
本線出入口（日南・志布志方面、2021年6月）
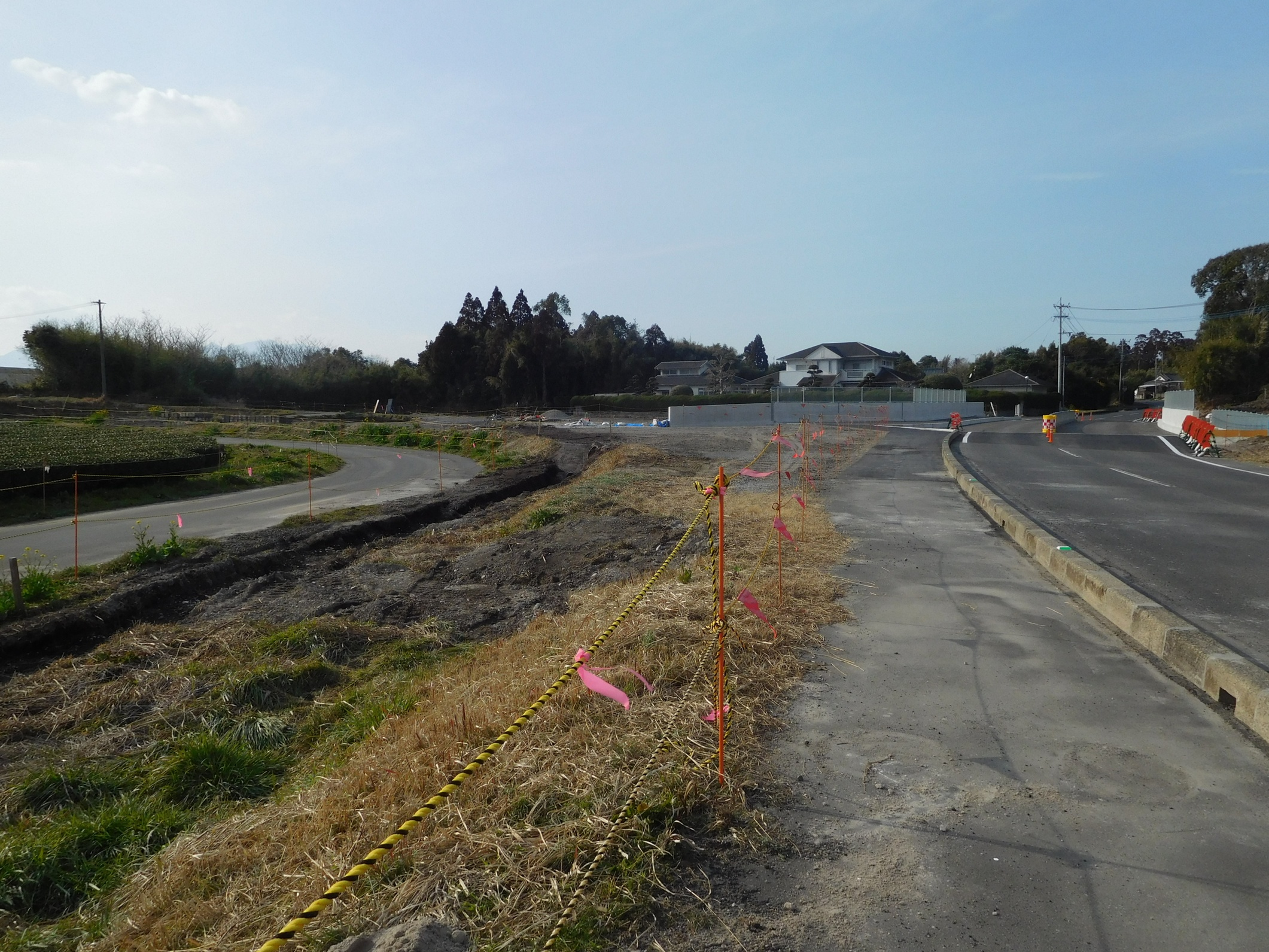
一般道（県道512号）との出入口（2017年2月）

## 周辺
- 大崎町役場
- 大崎町中央運動公園
- 原田古墳

## 接続する道路
- 直接接続
  - 鹿児島県道512号東原大崎線

## 隣
E78 東九州自動車道
(35) 志布志IC - (35-1) 志布志有明IC - (36) 大崎IC - （37）鹿屋串良JCT - （37-1）野方IC